# نيك برادفورد
نيك برادفورد (بالإنجليزية: Nick Bradford)‏ مواليد 25 أغسطس 1978، هو لاعب كرة سلة أمريكي معتزل. بدأ مسيرته الاحترافية في سنة 2000. يبلغ طوله 6 قدم 7 بوصة (2.0 م). اعتزل اللعب في 2011. لعب مع ريمس شمبانيا ونادي سيبيو لكرة السلة.